# Lepthyphantes tullgreni
Lepthyphantes tullgreni là một loài nhện trong họ Linyphiidae.
Loài này thuộc chi Lepthyphantes. Lepthyphantes tullgreni được Robert Bosmans miêu tả năm 1978.